# Vepris eugeniifolia
Vepris eugeniifolia är en vinruteväxtart som först beskrevs av Adolf Engler, och fick sitt nu gällande namn av Verdoorn. Vepris eugeniifolia ingår i släktet Vepris och familjen vinruteväxter. Inga underarter finns listade i Catalogue of Life.